# Rūdfarq
Rūdfarq (persiska: رودفرق, باغ آهنی) är en ort i Iran.   Den ligger i provinsen Kerman, i den sydöstra delen av landet, 1 000 km sydost om huvudstaden Teheran. Rūdfarq ligger 1 370 meter över havet och antalet invånare är 573.
Terrängen runt Rūdfarq är kuperad åt sydväst, men åt nordost är den bergig.Runt Rūdfarq är det glesbefolkat, med 17 invånare per kvadratkilometer. Närmaste större samhälle är Mardehek, 15,6 km söder om Rūdfarq. Omgivningarna runt Rūdfarq är i huvudsak ett öppet busklandskap.